# The Secret of Letting Go
 The Secret of Letting Go  è il settimo album discografico del gruppo musicale inglese Lamb, pubblicato il 26 aprile 2019.

## Tracce
1. Phosphorous – 2:28
2. Moonshine – 2:44
3. Armageddon Waits – 4:20
4. Bulletproof – 3:34
5. The Secret Of Letting Go – 4:10
6. Imperial Measures – 4:02
7. The Other Shore – 4:05
8. Deep Delirium – 4:13
9. Illumina – 4:35
10. The Silence In Between – 4:01
11. One Hand Clapping – 3:29